# Павлодарский район
Павлодарский район (каз. Павлодар ауданы) — район Павлодарской области, образован в 1928 году.
Административный центр — город Павлодар.

## Физико-географическая характеристика

### Географическое положение
Площадь — 6,1 тысяча кв. км. Район граничит с пятью районами области: на северо-западе — с Актогайским, на севере — с Качирским, на северо-востоке — с Успенским, на юге — с Лебяжинским, на западе — с сельской зоной города Аксу. Район полностью лежит на территории Западно-Сибирской равнины.

### Климат
Климат резко континентальный, но благодаря близости Иртыша более мягкий, средняя температура января −18º-19ºС., июля +21º+23ºС. Годовое количество атмосферных осадков составляет 272 мм. Господствуют юго-западные и северные ветры, часты восточные суховеи.

### Рельеф и гидрография
Рельеф территории района равнинный, со средней высотой над уровнем моря 130 метров и некоторыми понижениями в виде небольших озёрных впадин и поймы реки Иртыш. Почвенный покров представлен тёмно-каштановыми образованиями, местами — солонцами и солончаками. Почвы имеют слабо выраженную структуру и бедны перегнойными веществами.
В гидрографическом отношении район имеет выгодное положение, так как вдоль района протекает река Иртыш, которая имеет многочисленные протоки, рукава. Имеются также озёра: Коряковское, Маралды, Муялды и другие.
Полезные ископаемые представлены залежами гипса, алебастра, известняка, строительной глины.
На территории района в 15 км от к северо-востоку от Павлодара находятся Муялдинские лечебные грязи. Залегают они в бессточном озере Муялды.

### Флора и фауна
Растительность в основном однообразная, степная с преобладанием типчака, ковыля и полыни. В пойме Иртыша произрастают злаковые травы. Из лесных насаждений встречаются акация, черёмуха, тополь, берёза. На севере района распространены тёмно-каштановые почвы, а на юге — каштановые.
Обитают: волк, лисица, корсак, суслик, хомяк; водятся жаворонок, утка, кулик.

## Население

### Этнический состав
Национальный состав (на начало 2019 года):
- казахи — 12 803 чел. (49,07 %)
- русские — 8702 чел. (33,35 %)
- украинцы — 1728 чел. (6,62 %)
- немцы — 1565 чел. (6,00 %)
- татары — 345 чел. (1,32 %)
- белорусы — 185 чел. (0,71 %)
- молдаване — 179 чел. (0,69 %)
- чеченцы — 77 чел. (0,30 %)
- ингуши — 57 чел. (0,22 %)
- другие — 451 чел. (1,73 %)
- Всего — 26 092 чел. (100,00 %)

### Динамика численности
Численность населения в 1999 году — 32,3 тысяч человек, в 2012 году — 29,2 тысяч человек.

## Административно-территориальное деление
Административно-территориальное деление района:
| Сельский округ/город           | Население, чел. (2009) | Населённые пункты                                       |
| ------------------------------ | ---------------------- | ------------------------------------------------------- |
| Пресновский сельский округ     | 820                    | село Пресное                                            |
| Григорьевский сельский округ   | 2201                   | село Жана кала, село Набережное                         |
| Ефремовский сельский округ     | 1130                   | село Даниловка, село Ефремовка                          |
| Жетекшинский сельский округ    | 1732                   | село Жетекши                                            |
| Зангарский сельский округ      | 705                    | село Зангар, село Коряковка                             |
| Заринский сельский округ       | 2301                   | село Бирлик, село Жертумсык, село Заря, село Подстепное |
| Кенесский сельский округ       | 2308                   | село Айтім ауылы, село Комарицино, село Новоямышево     |
| Красноармейский сельский округ | 2778                   | село Красноармейка, село Шанды, ст. Красноармейка       |
| Луганский сельский округ       | 2233                   | село Аккудык, село Богдановка, село Луганск             |
| Мичуринский сельский округ     | 2760                   | село Березовка, село Госплемстанция, село Мичурино      |
| Ольгинский сельский округ      | 951                    | село Ольгинка                                           |
| Рождественский сельский округ  | 2448                   | село Максимовка, село Рождественка, село Розовка        |
| Маралдинский сельский округ    | 570                    | село Маралды                                            |
| Чернорецкий сельский округ     | 2305                   | село Достык, село Караколь, село Чернорецк              |
| Черноярский сельский округ     | 2433                   | село Новочерноярка, село Сычевка, село Черноярка        |
| Шакатский сельский округ       | 1180                   | село Заозерный, село Коктобе, село Толубай, село Шакат  |

## Экономика

### Сельское хозяйство
Сельскохозяйственная специализация района: мясо-молочное животноводство, птицеводческое. Выращивается пшеница, просо, гречиха, подсолнечник, сахарная свекла.
В районе 8 сельскохозяйственных предпринимателей, 853 крестьянских хозяйства, 8386 личных подворий. Имеется 5 цеха по переработке мяса, 4 мини-мельницы, 2 макаронных цеха, 3 мини-пекарни, 2 цеха по переработке молока, 6 цехов по производству подсолнечного масла.

## Социальная сфера

### Образование и наука
В районе задействовано 28 средних общеобразовательных школ и 8 дошкольных организаций.

### Здравоохранение
Район обслуживает Поликлиника Павлодарского района.

### Культура
С 1930 года издаётся районная газета «Нива».
Монументальным памятником искусства является Обелиск павшим в ВОВ, построенный в 1964 г., с. Шакат.